# Nikita Wladimirowitsch Selenkow
Nikita Wladimirowitsch Selenkow (russisch Никита Владимирович Зеленков, wiss. Transliteration Nikita Vladimirovič Zelenkov; * 4. April 1982 in Dedowsk, Sowjetunion) ist ein russischer Paläornithologe.

## Leben
Selenkow wurde 2004 wissenschaftlicher Mitarbeiter am Zoologischen Institut der Russischen Akademie der Wissenschaften in Sankt Petersburg. 2005 schloss er das Fach Wirbeltierzoologie an der biologischen Fakultät der Lomonossow-Universität Moskau ab. 2011 wurde er mit einer Dissertation über die Evolution der eurasischen Raufußhühner und Gänsevögel (Aves, Galloanseres) im Känozoikum zum Kandidaten der Wissenschaften promoviert. 
Selenkows Forschungsinteressen umfassen die Evolutionsmuster, die Phylogenie, Systematik und funktionelle Morphologie fossiler und moderner Vögel (Neornithes) sowie die biologische Systematik und Phylogenetik. Selenkow ist Mitglied verschiedener Redaktionsausschüsse und Organisationen, darunter im redaktionellen Beirat (seit 2012) und im wissenschaftlichen Beirat (seit 2013) am Zoologischen Institut in Sankt Petersburg. Seit 2016 ist er Redaktionsmitglied der Fachzeitschrift Vestnik SPbU. Biologija, dem biologischen Bulletin der Universität Sankt Petersburg. Seit 2008 ist er Redaktionsmitglied der Fachzeitschrift Палеонтологический Журнал, einem peer-reviewed paläontologischen Journal. Er ist Mitglied des Wissenschaftsrates der nach Michail Alexandrowitsch Menzbier benannten Russischen Gesellschaft für die Erhaltung und Erforschung der Vögel und war von 2012 bis 2016 Mitglied im Exekutivausschuss der Society of Avian Paleontology and Evolution (SAPE). Zudem ist er Mitglied der Russischen Akademie der Wissenschaften, Society of Vertebrate Paleontology, der American Ornithological Society, sowie Sekretär der Expertenkommission für den A.N.-Sewerzow-Preis der Russischen Akademie der Wissenschaften. 2013 erhielt er ein Stipendium des Präsidenten der Russischen Föderation für junge Kandidaten der Wissenschaften. 2012 und 2014 war er Leiter der Stipendien des Russischen Fonds für Grundlagenforschung. 2015 wurde er mit der H.-Rausing-Medaille für die beste paläontologische Publikation ausgezeichnet.

## Erstbeschreibungen von Nikita Selenkow
- Chascacocoliidae, 2008
- Mopsitta tanta, 2008
- Selmeidae, 2008
- Primozygodactylus eunjooae, 2009
- Tologuica, 2009
- Lophogallus, 2010
- Mystiornis, 2010
- Mystiornithidae, 2010
- Mystiornithiformes, 2010
- Ardea sytchevskayae, 2011
- Nogusunna, 2011
- Protomelanitta, 2011
- Sharganetta, 2011
- Aix praeclara, 2012
- Chenoanas, 2012
- Emberiza shaamarica, 2012
- Eremophila orkhonensis, 2012
- Heteroanser, 2012
- Hirundo selengenica, 2012
- Mioquerquedula, 2012
- Palaelodus kurochkini, 2013
- Pastushkinia, 2013
- Anser djuktaiensis, 2014
- Bohaiornithidae, 2014
- Evgenavis, 2014
- Longusunguis, 2014
- Mergellus mochanovi, 2014
- Parabohaiornis, 2014
- Aegypius tugarinovi, 2015
- Ambiortes, 2015
- Anas kurochkini, 2015
- Apsaraves, 2015
- Confuciusornithes, 2015
- Gallinago azovica, 2015
- Holbotia, 2015
- Hollandidae, 2015
- Hollandiformes, 2015
- Miobaptus huzhiricus, 2015
- Mioporphyrula, 2015
- Nyctisoma, 2015
- Petrosushkinia, 2015
- Schizoouridae, 2015
- Vorones, 2015
- Voronidae, 2015
- Voroniformes, 2015
- Eurobambusicola, 2016
- Mangystania, 2016
- Mioryaba, 2016
- Wilaru prideauxi, 2016
- Crexica, 2017
- Miohypotaenidia, 2017
- Sylvosimadaravis, 2017
- Kischinskinia, 2018
- Romainvillia kazakhstanensis, 2018
- Naranbulagornis, 2019
- Xorazmortyx, 2019
- Cousteauvia, 2020
- Bumbalavis, 2021
- Bumbanipodius, 2021
- Bumbaniralla, 2021
- Bumbanortyx, 2021
- Margarobyas abronensis, 2021
- Spatula praeclypeata, 2022
- Mioquerquedula palaeotagaica, 2023
- Selenonetta lacustrina, 2023
- Tagayanetta palaeobaikalensis, 2023
- Mionetta defossa, 2023
- Caerulonettion, 2023
- Titanoperdix felixi, 2024
- Sibirionetta formozovi, 2024
- Porzana payevskyi, 2024
- Mionetta turgaiensis, 2024
- Uyrekura chalkarica, 2024
- Kustokazanser, 2024
- Torgos platycephalus, 2024
- Melanitta kirbori, 2024
- Marocortyx, 2024
- Chauvireria axaina, 2024
- Chauvireria egorovkensis, 2024
- Coturnix augustus, 2024
- Plioperdix boevi, 2024
- Tologuica vetusta, 2024